# Pasar Padi
Pasar Padi is een bestuurslaag in het regentschap Pangkal Pinang van de provincie Bangka-Belitung, Indonesië. Pasar Padi telt 1808 inwoners (volkstelling 2010).